# Las Piedras (paroisse civile)
Pour les articles homonymes, voir Las Piedras.
Las Piedras est l'une des deux divisions territoriales et statistiques et l'unique paroisse civile de la municipalité de Cardenal Quintero dans l'État de Mérida au Venezuela. Sa capitale est Las Piedras.